# Saint-Rigomer-des-Bois
Saint-Rigomer-des-Bois és un municipi francès situat al departament del Sarthe i a la regió de País del Loira. L'any 2007 tenia 416 habitants.

## Demografia

### Població
El 2007 la població de fet de Saint-Rigomer-des-Bois era de 416 persones. Hi havia 167 famílies de les quals 49 eren unipersonals (16 homes vivint sols i 33 dones vivint soles), 49 parelles sense fills, 61 parelles amb fills i 8 famílies monoparentals amb fills.
La població ha evolucionat segons el següent gràfic:
Habitants censats

### Habitatges
El 2007 hi havia 203 habitatges, 176 eren l'habitatge principal de la família, 9 eren segones residències i 19 estaven desocupats. Tots els 203 habitatges eren cases. Dels 176 habitatges principals, 152 estaven ocupats pels seus propietaris, 21 estaven llogats i ocupats pels llogaters i 3 estaven cedits a títol gratuït; 4 tenien dues cambres, 21 en tenien tres, 41 en tenien quatre i 110 en tenien cinc o més. 142 habitatges disposaven pel capbaix d'una plaça de pàrquing. A 69 habitatges hi havia un automòbil i a 93 n'hi havia dos o més.

### Piràmide de població
La piràmide de població per edats i sexe el 2009 era:
| Homes | Edats   | Dones |
| ----- | ------- | ----- |
| 0     | 95 o +  | 0     |
| 0     | 90 a 94 | 0     |
| 0     | 85 a 89 | 4     |
| 8     | 80 a 84 | 4     |
| 8     | 75 a 79 | 4     |
| 12    | 70 a 74 | 20    |
| 8     | 65 a 69 | 0     |
| 4     | 60 a 64 | 12    |
| 8     | 55 a 59 | 8     |
| 16    | 50 a 54 | 16    |
| 32    | 45 a 49 | 20    |
| 24    | 40 a 44 | 24    |
| 4     | 35 a 39 | 16    |
| 12    | 30 a 34 | 16    |
| 16    | 25 a 29 | 16    |
| 4     | 20 a 24 | 12    |
| 28    | 15 a 19 | 8     |
| 20    | 10 a 14 | 20    |
| 12    | 5 a 9   | 20    |
| 20    | 0 a 4   | 12    |

## Economia
El 2007 la població en edat de treballar era de 279 persones, 212 eren actives i 67 eren inactives. De les 212 persones actives 199 estaven ocupades (108 homes i 91 dones) i 13 estaven aturades (4 homes i 9 dones). De les 67 persones inactives 33 estaven jubilades, 15 estaven estudiant i 19 estaven classificades com a «altres inactius».

### Ingressos
El 2009 a Saint-Rigomer-des-Bois hi havia 178 unitats fiscals que integraven 422 persones, la mediana anual d'ingressos fiscals per persona era de 19.881 €.

### Activitats econòmiques
Dels 10 establiments que hi havia el 2007, 4 eren d'empreses de construcció, 2 d'empreses de comerç i reparació d'automòbils, 1 d'una empresa d'hostatgeria i restauració, 1 d'una empresa immobiliària, 1 d'una empresa de serveis i 1 d'una empresa classificada com a «altres activitats de serveis».
Dels 6 establiments de servei als particulars que hi havia el 2009, 1 era un paleta, 2 fusteries, 1 empresa de construcció, 1 perruqueria i 1 restaurant.
L'any 2000 a Saint-Rigomer-des-Bois hi havia 19 explotacions agrícoles que ocupaven un total de 460 hectàrees.

## Poblacions més properes
El següent diagrama mostra les poblacions més properes.